# Las hazañas de Sherlock Holmes
Las hazañas de Sherlock Holmes (en inglés: The Exploits of Sherlock Holmes) es una colección de doce relatos escritos por Adrian Conan Doyle, hijo del escritor Arthur Conan Doyle, en colaboración con el célebre autor John Dickson Carr, biógrafo del escritor. Se publicaron en las revistas Life y Collier's entre 1952 y 1953.
Estos relatos se inspiran en las aventuras originales de Sherlock Holmes, refiriéndose a aquellos casos que el Dr. Watson menciona que Sherlock Holmes resolvió, pero que su cronista nunca se atrevió a contar. De este modo, Adrian Conan Doyle y John Dickson Carr aportan nuevas aventuras de la pareja detectivesca, muy fidedignas, realistas e inspiradas en las originales.
Los relatos que componen esta colección son los siguientes:
1. La aventura de los siete relojes (The Adventure of the Seven Clocks): escrito por Adrian Conan Doyle y John Dickson Carr, y publicado en la revista Life el 29 de diciembre de 1952. Mencionado por Watson como El caso del asesinato Trepoff en el relato Escándalo en Bohemia (1891).
2. La aventura del baronet atezado (The Adventure of the Black Baronet): escrito por Adrian Conan Doyle y John Dickson Carr, y publicado en la revista Collier's el 23 de mayo de 1953. Mencionado por Watson como El caso de Mme. Montpensier en la novela El sabueso de los Baskerville (1901-1902).
3. La aventura del hacendado Trelawney (The Adventure of the Gold Hunter): escrito por Adrian Conan Doyle y John Dickson Carr, y publicado en la revista Collier's el 30 de mayo de 1953. Mencionado por Watson como El envenenamiento de Camberwell en el relato Las cinco semillas de naranja (1891).
4. La aventura del milagro de Highgate (The Adventure of the Highgate Miracle): escrito por Adrian Conan Doyle y John Dickson Carr, y publicado en la revista Collier's el 6 de junio de 1953. Mencionado por Watson como La desaparición de James Phillimore en el relato El problema del puente de Thor (1922).
5. La aventura de la habitación cerrada (The Adventure of the Sealed Room): escrito por Adrian Conan Doyle y John Dickson Carr, y publicado en la revista Collier's el 13 de junio de 1953. Mencionado por Watson como La locura del coronel Warburton en el relato El dedo pulgar del ingeniero (1892).
6. La aventura de los jugadores de cera (The Adventure of the Wax Gamblers): escrito por Adrian Conan Doyle y John Dickson Carr, y publicado en la revista Collier's el 20 de junio de 1953. Mencionado por Watson como El escándalo de Darlington en el relato Escándalo en Bohemia (1891).
7. La aventura de Foulkes Rath (The Adventure of Foulkes Rath): escrito por Adrian Conan Doyle y publicado en la revista Collier's el 27 de junio de 1953. Mencionado por Watson como La tragedia de Addelton en el relato Las gafas de oro (1904).
8. La aventura de los ángeles negros (The Adventure of the Dark Angels): escrito por Adrian Conan Doyle y publicado en la revista Collier's el 7 de agosto de 1953. Mencionado por Watson como El caso de los documentos Ferrers en el relato El colegio Priory (1903).
9. La aventura del rubí de Abbas (The Adventure of the Abbas Ruby): escrito por Adrian Conan Doyle y publicado en la revista Collier's el 21 de agosto de 1953. Mencionado por Watson como El escándalo del Club Incomparable en la novela El sabueso de los Baskerville (1901-1902).
10. La aventura de las dos mujeres (The Adventure of the Two Women): escrito por Adrian Conan Doyle y publicado en la revista Collier's el 4 de septiembre de 1953. Mencionado por Watson como Un caso de chantaje en la novela El sabueso de los Baskerville (1901-1902).
11. La aventura del horror de Deptford (The Adventure of the Deptford Horror): escrito por Adrian Conan Doyle y publicado en la revista Collier's el 18 de septiembre de 1953. Mencionado por Watson como El caso del entrenador de canarios en el relato Peter "el Negro" (1904).
12. La aventura de la viuda roja (The Adventure of the Red Widow): escrito por Adrian Conan Doyle y publicado en la revista Collier's el 2 de octubre de 1953. Mencionado por Watson como El caso del castillo de Answorth en el relato Escándalo en Bohemia (1891).

La editorial John Murray publicó la primera edición de la colección en 1954 en un único libro. Para la segunda edición, que publicó en 1963, dividió la colección en dos libros: Las hazañas de Sherlock Holmes (The Exploits of Sherlock Holmes), con los seis relatos escritos en solitario por Adrian Conan Doyle, y Más hazañas de Sherlock Holmes (More Exploits of Sherlock Holmes), con los seis relatos escritos conjuntamente por Adrian Conan Doyle y John Dickson Carr.